# Liste der Monuments historiques in Samois-sur-Seine
Die Liste der Monuments historiques in Samois-sur-Seine führt die Monuments historiques in der französischen Gemeinde Samois-sur-Seine auf.

## Liste der Bauwerke
| Bezeichnung                   | Beschreibung | Standort                          | Kennzeichnung | Schutzstatus | Datum | Bild           |
| ----------------------------- | ------------ | --------------------------------- | ------------- | ------------ | ----- | -------------- |
| Les Caves (ehemalige Kapelle) |              | 25, rue Auguste-Joly (Lage)       | PA00087279    | Inscrit      | 1949  |                |
| Kirche St-Hilaire             |              | (Lage)                            | PA00087278    | Inscrit      | 1949  | weitere Bilder |
| Villa Les Fontaines-Dieu      |              | 1, quai Franklin-Roosevelt (Lage) | PA77000020    | Inscrit      | 2002  | weitere Bilder |

## Liste der Objekte
Zum Verständnis siehe: Kirchenausstattung
- Monuments historiques (Objekte) in Samois-sur-Seine in der Base Palissy des französischen Kultusministeriums